# SN 2011dd
SN 2011dd – supernowa typu II-P odkryta 15 maja 2011 roku w galaktyce NGC 3178. W momencie odkrycia miała maksymalną jasność 15,80m.